# Gollhofen
Gollhofen è un comune tedesco di 918 abitanti situato nel land della Baviera.